# Départements du Cameroun

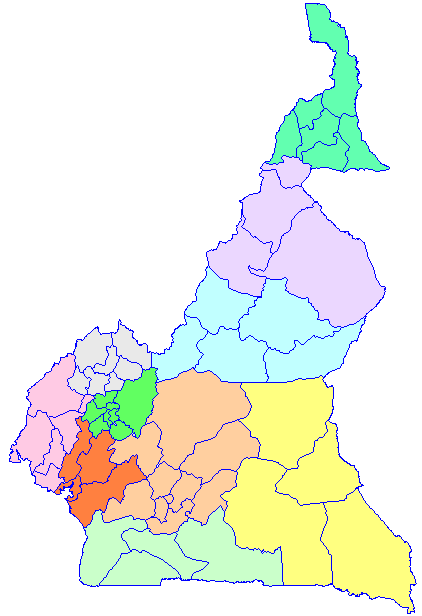
Carte du Cameroun présentant sa subdivision en régions et départements.

Les régions du Cameroun sont subdivisées en 58 départements. Ces départements sont à leur tour subdivisés en 360 arrondissements. Ils sont également découpés en municipalités.

## Histoire
Le Cameroun français obtient son indépendance en 1960 sous l'appellation de république du Cameroun ; en 1961, la nouvelle république est réunie avec l'ancien Cameroun méridional, partie sud de l'ancien Cameroun britannique, pour former la République fédérale du Cameroun (devenue République unie en 1972).
En 1963, la partie anciennement française du Cameroun est découpée en 30 départements : Adamaoua, Bamboutos, Bamoun, Bénoué, Bouma-Ngoko, Diamaré, Dja-et-Lobo, Haut-Nkam, Haut-Nyong, Haute-Sanaga, Kadey, Kribi, Lekié, Logone-et-Chari, Lom-et-Djérem, Margui-Wandala, Mayo-Danay, Mbam, Méfou, Menoua, Mifi, Moungo, Ndé, Nkam, Ntem, Nyong-et-Kéllé, Nyong-et-Mfoumou, Nyong-et-So'o, Sanaga-Maritime et Wouri.
En 1968, l'ancien Cameroun méridional est à son tour divisé en six départements : Bamenda, Kumba, Mamfé, Nkambé, Victoria et Wum.
Les départements existants sont par la suite subdivisés à de nombreuses reprises :
- 1975 : le nombre de départements passe à 39 :
  - le Bamenda est divisé en 3 départements : Bui, Mezam et Momo,
  - Kumba et Victoria sont divisés en Fako, Meme et Ndian ;
- 1984 : le nombre de départements passe à 49 :
  - l'Adamaoua est divisé en 5 départements : Djérem, Faro-et-Déo, Mayo-Banyo, Mbéré et Vina,
  - le Margui-Wandala est divisé en 2 départements : Mayo-Sava et Mayo-Tsanaga,
  - la Bénoué est divisée en 4 départements : Bénoué, Faro, Mayo-Rey, et Mayo-Louti,
  - le Diamaré est divisé en 2 départements : Diamaré et Kaélé,
  - le Méfou est divisé en 2 départements : Méfou et Mfoundi,
  - le Bamoun devient le Noun ;
- 1986 : Le Kribi devient l'Océan ;
- 1995 : le nombre de départements passe à 55 :
  - le Mbam est divisé en 2 départements : Mbam-et-Inoubou et Mbam-et-Kim,
  - le Méfou est divisé en 2 départements : Méfou-et-Afamba et Méfou-et-Akono,
  - le Mezam est divisé en 2 départements : Mezam et Ngo-Ketunjia,
  - le Ntem est divisé en 2 départements : Mvila et Vallée-du-Ntem,
  - le Mifi est divisé en 3 départements : Mifi, Koung-Khi et Hauts-Plateaux,
  - le Kaélé devient le Mayo-Kani ;
- 1998 : le nombre de départements passe à 58 :
  - le Manyu est divisé en 2 départements : Manyu et Lebialem,
  - le Meme est divisé en 2 départements : Meme et Koupé-Manengouba,
  - le Menchum est divisé en 2 départements : Menchum et Boyo.

## Liste par région

### Adamaoua

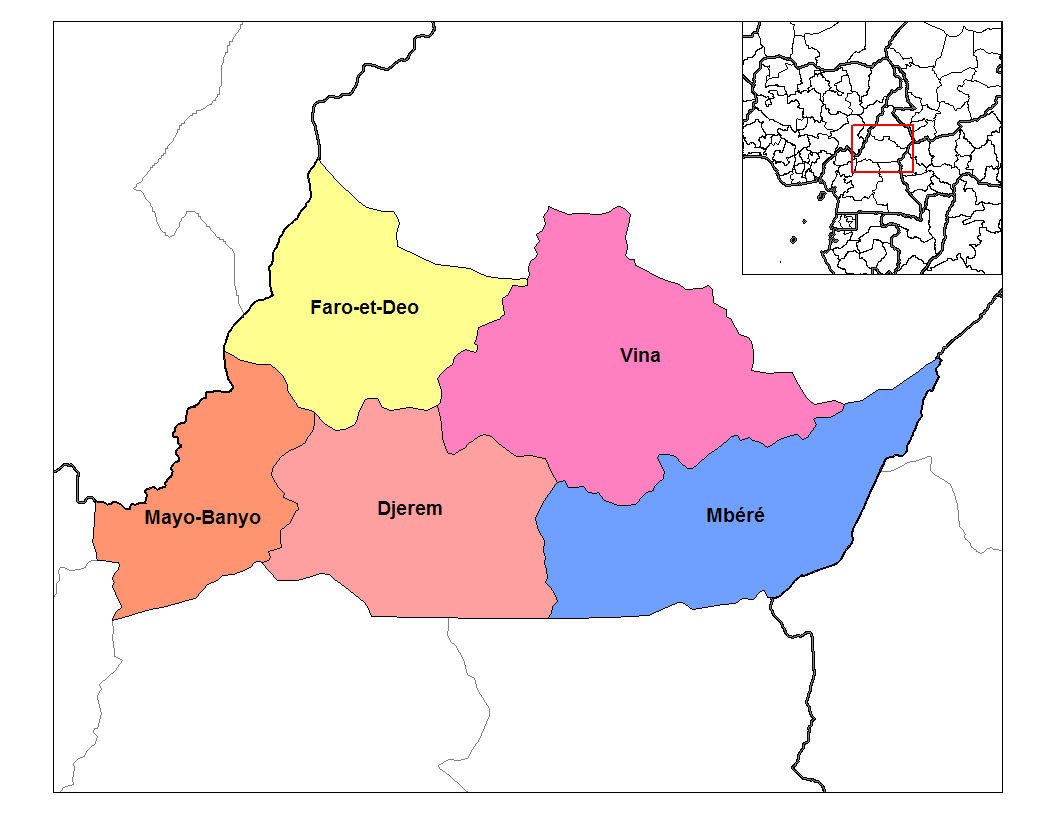
Départements de la région de l'Adamaoua.

| Département |  | Chef-lieu  | Superficie | Population (2001) | Préfet                    |
| ----------- |  | ---------- | ---------- | ----------------- | ------------------------- |
| Djérem      |  | Tibati     | 13 283     | 89 382            | Roger Saffo (depuis 2023) |
| Faro-et-Déo |  | Tignère    | 10 435     | 66 442            | Auguste Essomba           |
| Mayo-Banyo  |  | Banyo      | 8 520      | 134 902           |                           |
| Mbéré       |  | Meiganga   | 14 267     | 185 473           | Bello Nouhou              |
| Vina        |  | Ngaoundéré | 17 196     | 247 427           | Fritz Dikosso Seme        |

### Centre

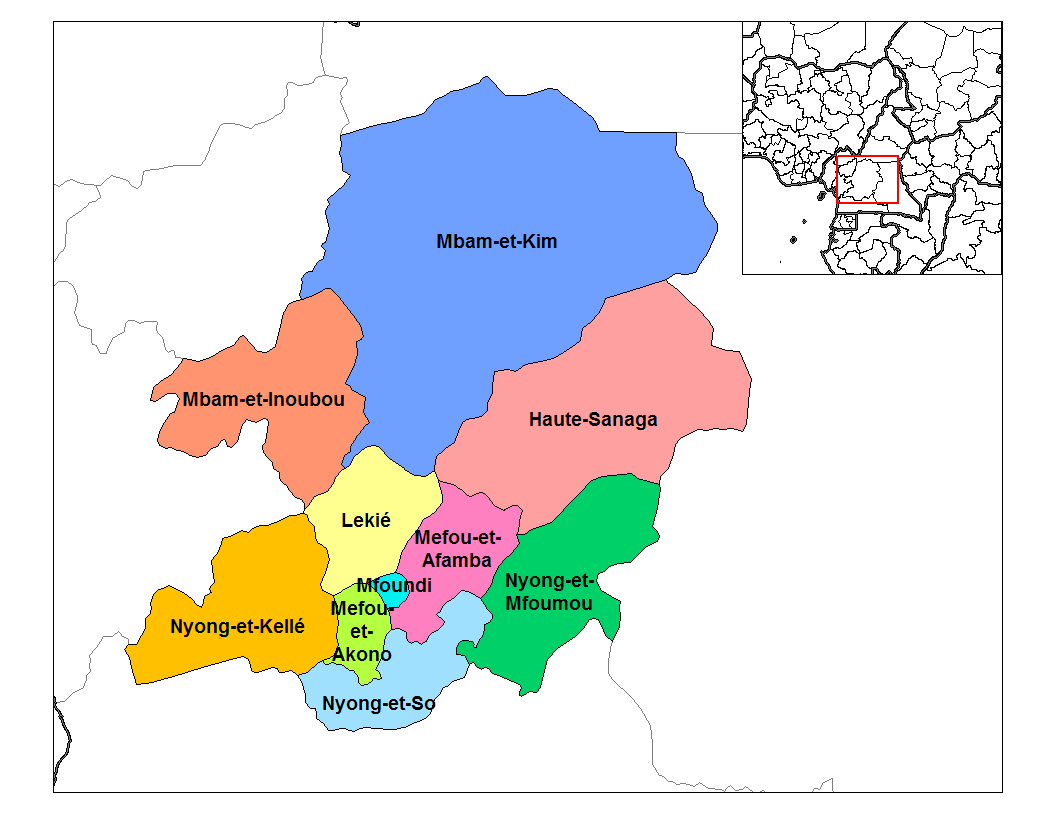
Les départements de la région du Centre.

| Département      |  | Chef-lieu   | Superficie | Population (2001) | Préfet                         |
| ---------------- |  | ----------- | ---------- | ----------------- | ------------------------------ |
| Haute-Sanaga     |  | Nanga-Eboko | 11 854     | 115 305           |                                |
| Lekié            |  | Monatélé    | 2 989      | 354 864           |                                |
| Mbam-et-Inoubou  |  | Bafia       | 7 125      | 153 020           | Absalom Woloa Monono           |
| Mbam-et-Kim      |  | Ntui        | 25 906     | 64 540            | Irenée Galim Ngong             |
| Méfou-et-Afamba  |  | Mfou        | 3 338      | 89 805            |                                |
| Méfou-et-Akono   |  | Ngoumou     | 1 329      | 57 051            | Antoinette Nyambone Zongo      |
| Mfoundi          |  | Yaoundé     | 297        | 1 248 235         |                                |
| Nyong-et-Kéllé   |  | Éséka       | 6 362      | 145 181           |                                |
| Nyong-et-Mfoumou |  | Akonolinga  | 6 172      | 130 321           | Ernest Samuel Christian Ebelle |
| Nyong-et-So'o    |  | Mbalmayo    | 3 581      | 142 907           | Pierre René Songa              |

### Est

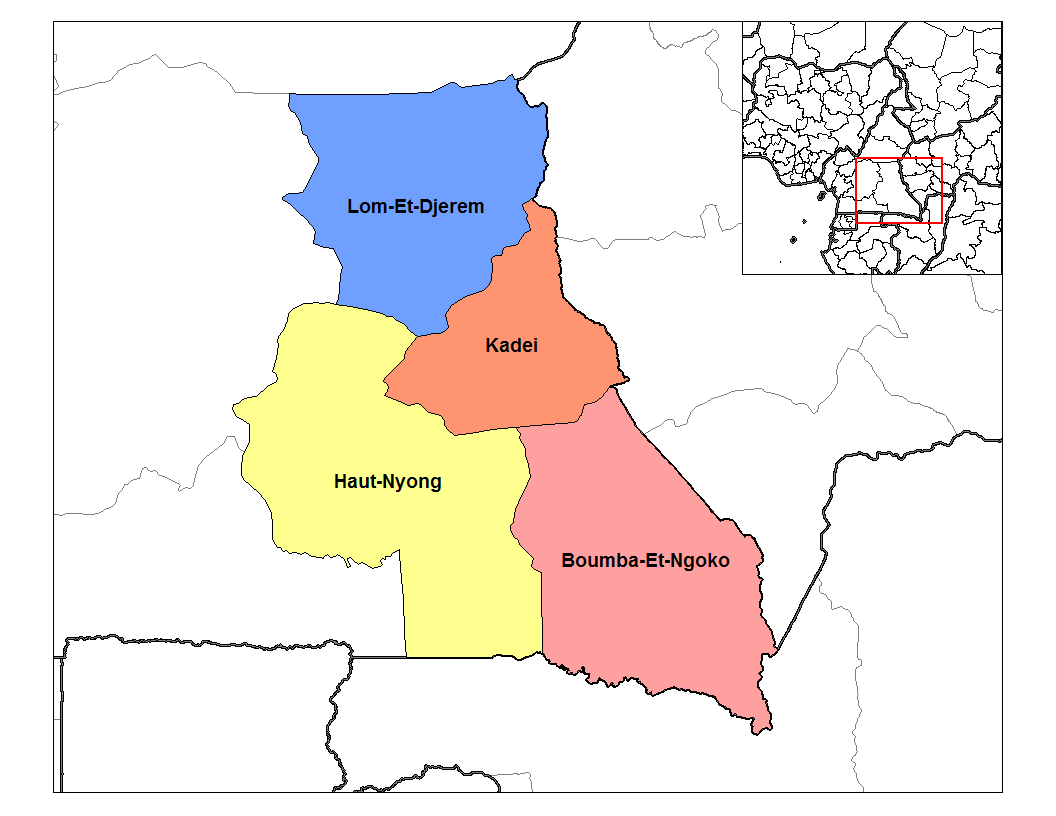
Départements de la région de l'Est

| Département     | Chef-lieu   | Superficie | Population (2001) |
| --------------- | ----------- | ---------- | ----------------- |
| Boumba-et-Ngoko | Yokadouma   | 30 389     | 116 702           |
| Haut-Nyong      | Abong-Mbang | 36 384     | 216 768           |
| Kadey           | Batouri     | 15 884     | 192 927           |
| Lom-et-Djérem   | Bertoua     | 26 345     | 228 691           |

### Extrême-Nord

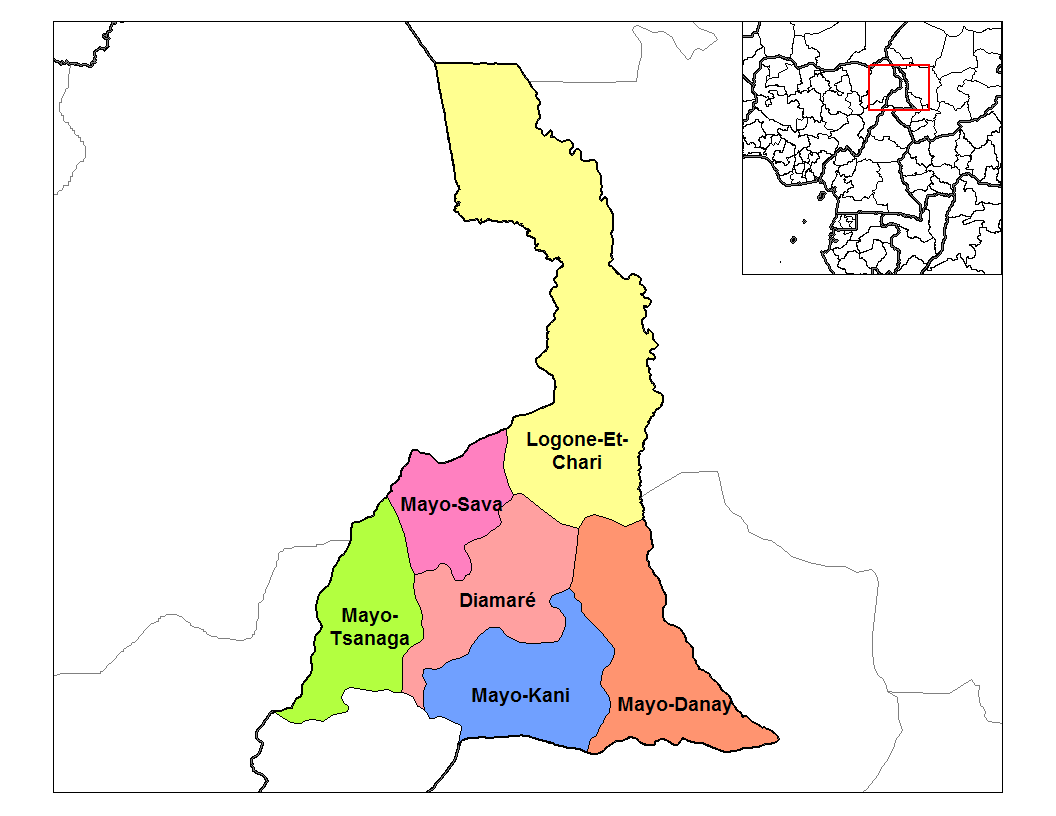
Départements de la région de l'Extrême-Nord

| Département     | Chef-lieu | Superficie | Population (2001) |
| --------------- | --------- | ---------- | ----------------- |
| Diamaré         | Maroua    | 4 665      | 566 921           |
| Logone-et-Chari | Kousséri  | 12 133     | 405 035           |
| Mayo-Danay      | Yagoua    | 5 303      | 522 782           |
| Mayo-Kani       | Kaélé     | 5 033      | 338 448           |
| Mayo-Sava       | Mora      | 2 736      | 313 413           |
| Mayo-Tsanaga    | Mokolo    | 4 393      | 574 864           |

### Littoral

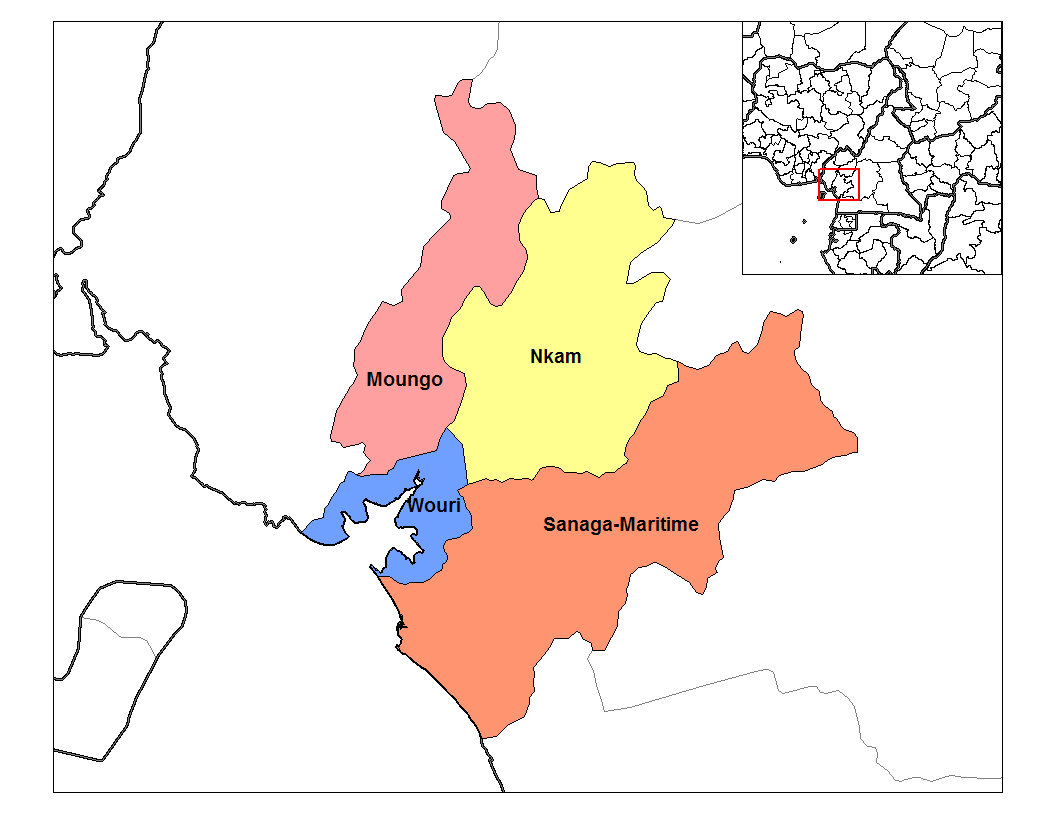
Départements de la région du Littoral

| Département     | Chef-lieu  | Superficie | Population (2001) |
| --------------- | ---------- | ---------- | ----------------- |
| Moungo          | Nkongsamba | 3 723      | 452 722           |
| Nkam            | Yabassi    | 6 291      | 66 979            |
| Sanaga-Maritime | Édéa       | 9 311      | 167 661           |
| Wouri           | Douala     | 923        | 1 514 978         |

### Nord

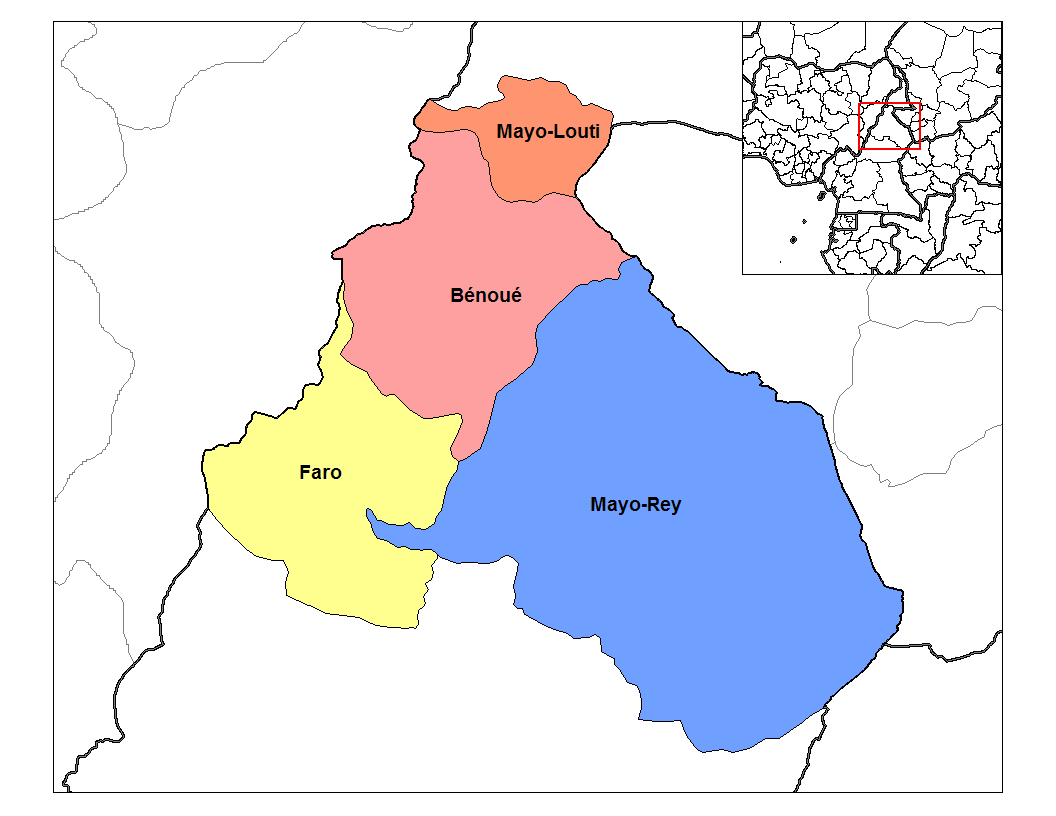
Départements de la région du Nord

| Département | Chef-lieu | Superficie | Population (2001) |
| ----------- | --------- | ---------- | ----------------- |
| Bénoué      | Garoua    | 13 614     | 568 793           |
| Faro        | Poli      | 11 785     | 81 472            |
| Mayo-Louti  | Guider    | 4 162      | 334 312           |
| Mayo-Rey    | Tcholliré | 36 529     | 242 441           |

### Nord-Ouest

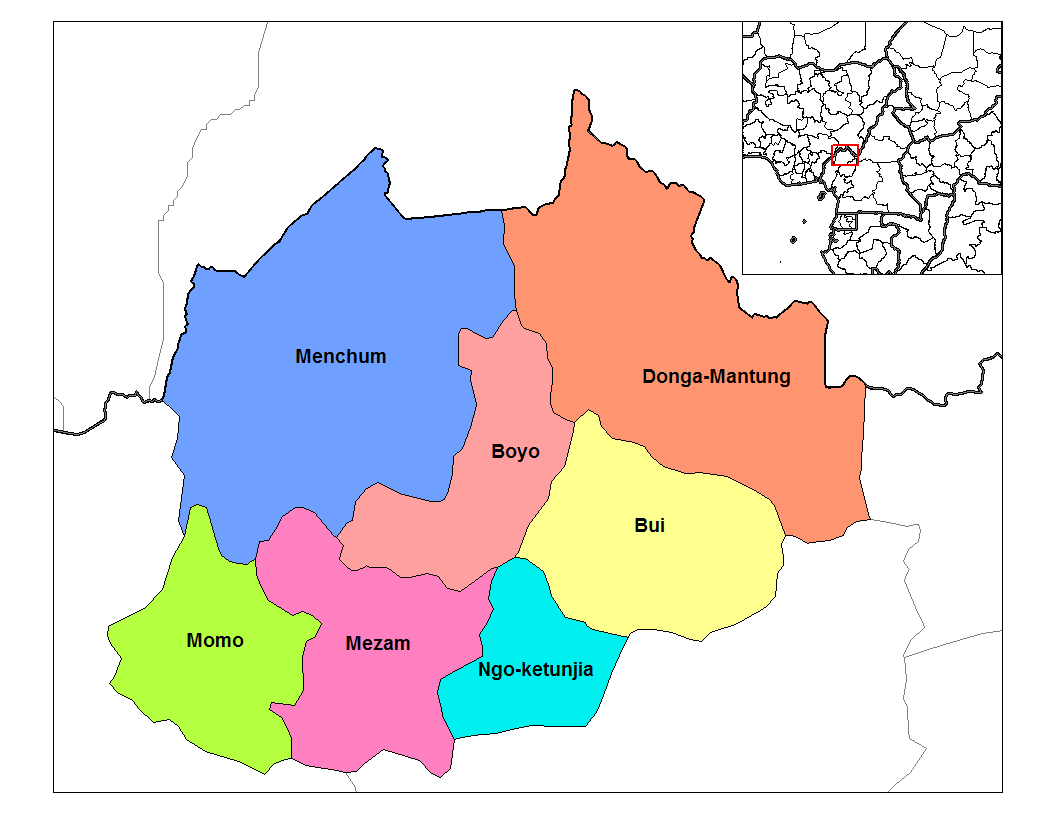
Départements de la région du Nord-Ouest

| Département   | Chef-lieu | Superficie | Population (2001) |
| ------------- | --------- | ---------- | ----------------- |
| Boyo          | Fundong   | 1 592      | 169 725           |
| Bui           | Kumbo     | 2 297      | 322 877           |
| Donga-Mantung | Nkambé    | 4 279      | 337 533           |
| Menchum       | Wum       | 4 469      | 157 173           |
| Mezam         | Bamenda   | 1 745      | 465 644           |
| Momo          | Mbengwi   | 1 792      | 213 402           |
| Ngo-Ketunjia  | Ndop      | 1 126      | 174 173           |

### Ouest

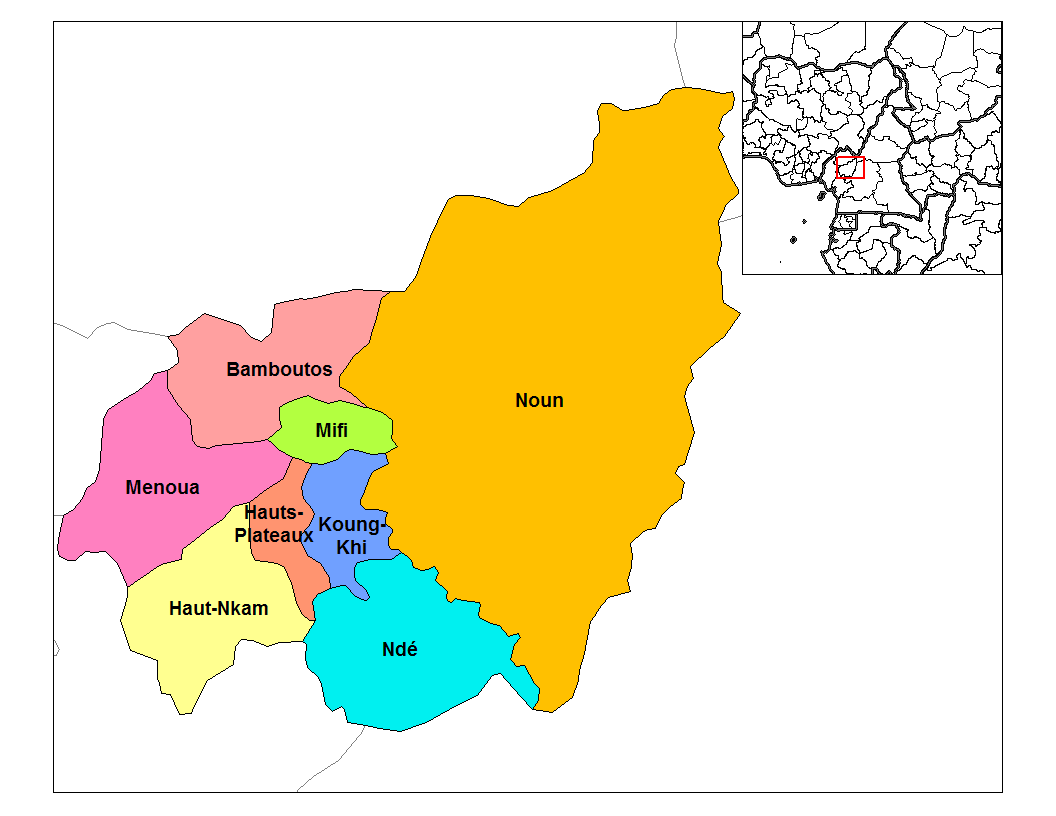
Départements de la région de l'Ouest

| Département    | Chef-lieu | Superficie | Population (2001) |
| -------------- | --------- | ---------- | ----------------- |
| Bamboutos      | Mbouda    | 1 173      | 318 848           |
| Haut-Nkam      | Bafang    | 958        | 203 251           |
| Hauts-Plateaux | Baham     | 415        | 117 008           |
| Koung-Khi      | Bandjoun  | 353        | 121 794           |
| Menoua         | Dschang   | 1 380      | 372 244           |
| Mifi           | Bafoussam | 402        | 290 758           |
| Ndé            | Bangangté | 1 524      | 123 661           |
| Noun           | Foumban   | 7 687      | 434 542           |

### Sud

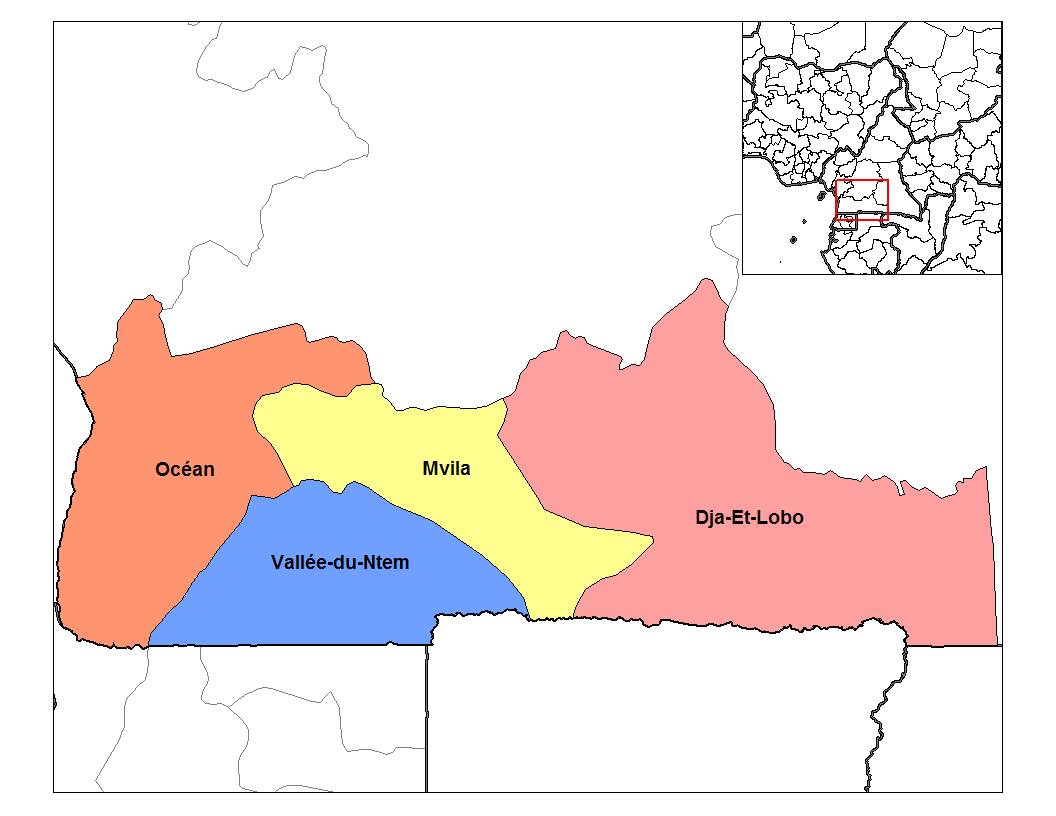
Départements de la région du Sud

| Département    | Chef-lieu  | Superficie | Population (2001) |
| -------------- | ---------- | ---------- | ----------------- |
| Dja-et-Lobo    | Sangmélima | 19 911     | 173 219           |
| Mvila          | Ebolowa    | 8 697      | 163 826           |
| Océan          | Kribi      | 11 280     | 133 062           |
| Vallée-du-Ntem | Ambam      | 7 303      | 64 747            |

### Sud-Ouest

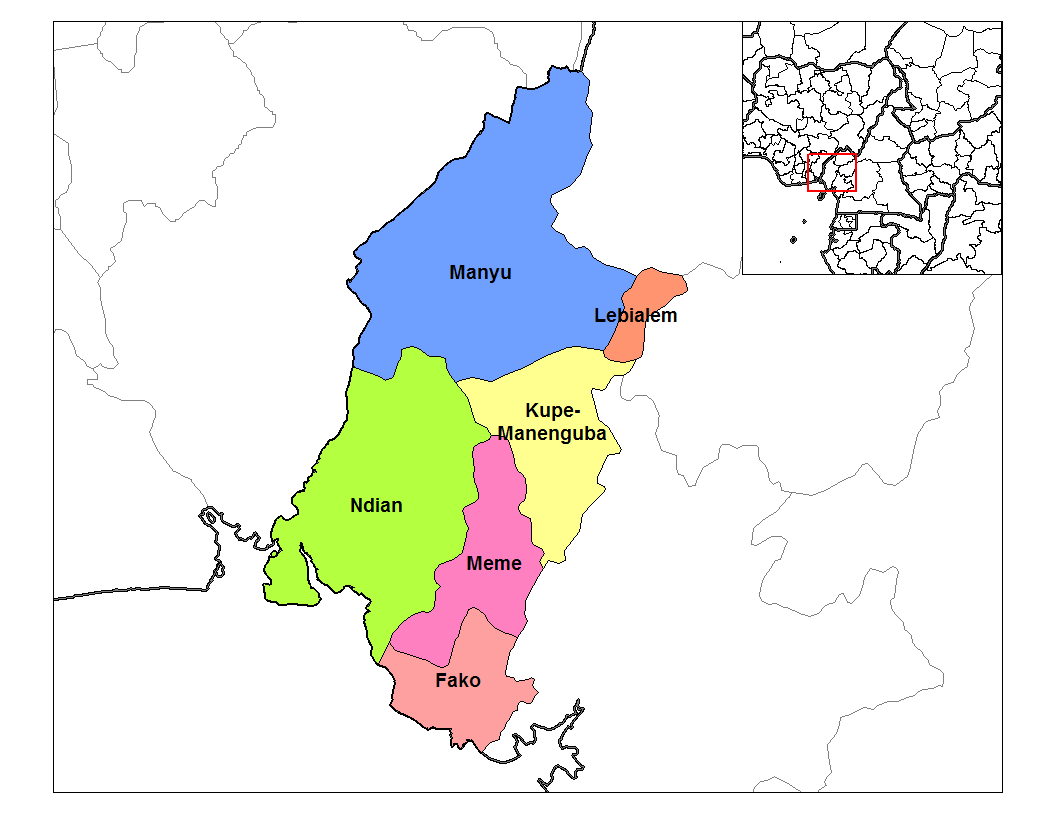
Départements de la région du Sud-Ouest

| Département      | Chef-lieu | Superficie | Population (2001) |
| ---------------- | --------- | ---------- | ----------------- |
| Fako             | Limbé     | 2 093      | 367 812           |
| Koupé-Manengouba | Bangem    | 3 404      | 123 011           |
| Lebialem         | Menji     | 617        | 144 560           |
| Manyu            | Mamfé     | 9 565      | 177 389           |
| Meme             | Kumba     | 3 105      | 300 138           |
| Ndian            | Mundemba  | 6 626      | 129 659           |

## Liste générale
| Département      | Préfecture  | Sous-préfecture(s)                                                                           | Région       | Superficie (km²) | Population (2001) | Densité | Localisation |
| ---------------- | ----------- | -------------------------------------------------------------------------------------------- | ------------ | ---------------- | ----------------- | ------- | ------------ |
| Bamboutos        | Mbouda      | Babadjou Batcham Galim Mbouda Mata                                                           | Ouest        | 1 173            | 318 848           | 272     |              |
| Bénoué           | Garoua      | Bibemi Dembo Garoua Ier Garoua IIe Garoua IIIe Lagdo Mayo-Hourna Pitoa Tcheboa Demsa Baschéo | Nord         | 13 614           | 568 793           | 42      |              |
| Boumba-et-Ngoko  | Yokadouma   |                                                                                              | Est          | 30 389           | 116 702           | 4       |              |
| Boyo             | Fundong     |                                                                                              | Nord-Ouest   | 1 592            | 169 725           | 107     |              |
| Bui              | Kumbo       |                                                                                              | Nord-Ouest   | 2 297            | 322 877           | 141     |              |
| Diamaré          | Maroua      |                                                                                              | Extrême-Nord | 4 665            | 566 921           | 122     |              |
| Dja-et-Lobo      | Sangmélima  |                                                                                              | Sud          | 19 911           | 173 219           | 9       |              |
| Djérem           | Tibati      |                                                                                              | Adamaoua     | 13 283           | 89 382            | 7       |              |
| Donga-Mantung    | Nkambé      |                                                                                              | Nord-Ouest   | 4 279            | 337 533           | 79      |              |
| Fako             | Limbé       |                                                                                              | Sud-Ouest    | 2 093            | 367 812           | 176     |              |
| Faro             | Poli        |                                                                                              | Nord         | 11 785           | 81 472            | 7       |              |
| Faro-et-Déo      | Tignère     |                                                                                              | Adamaoua     | 10 435           | 66 442            | 6       |              |
| Haute-Sanaga     | Nanga-Eboko |                                                                                              | Centre       | 11 854           | 115 305           | 10      |              |
| Haut-Nkam        | Bafang      |                                                                                              | Ouest        | 958              | 203 251           | 212     |              |
| Haut-Nyong       | Abong-Mbang |                                                                                              | Est          | 36 384           | 216 768           | 6       |              |
| Hauts-Plateaux   | Baham       |                                                                                              | Ouest        | 415              | 117 008           | 282     |              |
| Kadey            | Batouri     |                                                                                              | Est          | 15 884           | 192 927           | 12      |              |
| Koung-Khi        | Bandjoun    |                                                                                              | Ouest        | 353              | 121 794           | 345     |              |
| Koupé-Manengouba | Bangem      |                                                                                              | Sud-Ouest    | 3 404            | 123 011           | 36      |              |
| Lebialem         | Menji       |                                                                                              | Sud-Ouest    | 617              | 144 560           | 234     |              |
| Lekié            | Monatélé    |                                                                                              | Centre       | 2 989            | 354 864           | 119     |              |
| Logone-et-Chari  | Kousséri    |                                                                                              | Extrême-Nord | 12 133           | 405 035           | 33      |              |
| Lom-et-Djérem    | Bertoua     |                                                                                              | Est          | 26 345           | 228 691           | 9       |              |
| Manyu            | Mamfé       |                                                                                              | Sud-Ouest    | 9 565            | 177 389           | 19      |              |
| Mayo-Banyo       | Banyo       |                                                                                              | Adamaoua     | 8 520            | 134 902           | 16      |              |
| Mayo-Danay       | Yagoua      |                                                                                              | Extrême-Nord | 5 303            | 522 782           | 99      |              |
| Mayo-Kani        | Kaélé       |                                                                                              | Extrême-Nord | 5 033            | 338 448           | 67      |              |
| Mayo-Louti       | Guider      |                                                                                              | Nord         | 4 162            | 334 312           | 80      |              |
| Mayo-Rey         | Tcholliré   |                                                                                              | Nord         | 36 529           | 242 441           | 7       |              |
| Mayo-Sava        | Mora        |                                                                                              | Extrême-Nord | 2 736            | 313 413           | 115     |              |
| Mayo-Tsanaga     | Mokolo      |                                                                                              | Extrême-Nord | 4 393            | 574 864           | 131     |              |
| Mbam-et-Inoubou  | Bafia       |                                                                                              | Centre       | 7 125            | 153 020           | 21      |              |
| Mbam-et-Kim      | Ntui        |                                                                                              | Centre       | 25 906           | 64 540            | 2       |              |
| Mbéré            | Meiganga    |                                                                                              | Adamaoua     | 14 267           | 185 473           | 13      |              |
| Méfou-et-Afamba  | Mfou        |                                                                                              | Centre       | 3 338            | 89 805            | 27      |              |
| Méfou-et-Akono   | Ngoumou     |                                                                                              | Centre       | 1 329            | 57 051            | 43      |              |
| Meme             | Kumba       |                                                                                              | Sud-Ouest    | 3 105            | 300 138           | 97      |              |
| Menchum          | Wum         |                                                                                              | Nord-Ouest   | 4 469            | 157 173           | 35      |              |
| Menoua           | Dschang     |                                                                                              | Ouest        | 1 380            | 372 244           | 270     |              |
| Mezam            | Bamenda     |                                                                                              | Nord-Ouest   | 1 745            | 465 644           | 267     |              |
| Mfoundi          | Yaoundé     |                                                                                              | Centre       | 297              | 1 248 235         | 4 203   |              |
| Mifi             | Bafoussam   |                                                                                              | Ouest        | 402              | 290 758           | 723     |              |
| Momo             | Mbengwi     |                                                                                              | Nord-Ouest   | 1 792            | 213 402           | 119     |              |
| Moungo           | Nkongsamba  |                                                                                              | Littoral     | 3 723            | 452 722           | 122     |              |
| Mvila            | Ebolowa     |                                                                                              | Sud          | 8 697            | 163 826           | 19      |              |
| Ndé              | Bangangté   |                                                                                              | Ouest        | 1 524            | 123 661           | 81      |              |
| Ndian            | Mundemba    |                                                                                              | Sud-Ouest    | 6 626            | 129 659           | 20      |              |
| Ngo-Ketunjia     | Ndop        |                                                                                              | Nord-Ouest   | 1 126            | 174 173           | 155     |              |
| Nkam             | Yabassi     |                                                                                              | Littoral     | 6 291            | 66 979            | 11      |              |
| Noun             | Foumban     |                                                                                              | Ouest        | 7 687            | 434 542           | 57      |              |
| Nyong-et-Kéllé   | Éséka       |                                                                                              | Centre       | 6 362            | 145 181           | 23      |              |
| Nyong-et-Mfoumou | Akonolinga  |                                                                                              | Centre       | 6 172            | 130 321           | 21      |              |
| Nyong-et-So'o    | Mbalmayo    |                                                                                              | Centre       | 3 581            | 142 907           | 40      |              |
| Océan            | Kribi       |                                                                                              | Sud          | 11 280           | 133 062           | 12      |              |
| Sanaga-Maritime  | Édéa        |                                                                                              | Littoral     | 9 311            | 167 661           | 18      |              |
| Vallée-du-Ntem   | Ambam       |                                                                                              | Sud          | 7 303            | 64 747            | 9       |              |
| Vina             | Ngaoundéré  |                                                                                              | Adamaoua     | 17 196           | 247 427           | 14      |              |
| Wouri            | Douala      |                                                                                              | Littoral     | 923              | 1 514 978         | 1 641   |              |

## Sources
- Institut national de la statistique (Cameroun) - Annuaire statistique du Cameroun 2004
- Statoids Cameroun